# Артёмовский (Приморский край)
Артёмовский — упразднённый рабочий посёлок, находившийся в подчинении администрации города Артёма в Приморском крае России. С 2004 года микрорайон города Артём.

## История
Посёлок основан 1929 года. В 2004 году, наравне с посёлками Заводской и Угловое, был упразднён и вошёл непосредственно в состав Артёма.

## Население
| 1959 | 1970  | 1979  | 1989    | 2002  |
| ---- | ----- | ----- | ------- | ----- |
| 6965 | ↗7175 | ↗8921 | ↗10 123 | ↘9728 |

## Инфраструктура
Градообразующие предприятия — ОАО «Дальэнергоремонт», Артёмовская ТЭЦ, снабжающая электроэнергией южное Приморье.
Действует дом культуры имени Артёма. Недалеко от него, рядом с железной дорогой, расположено озеро с лотосами. Есть домовая церковь Благовещения Пресвятой Богородицы.

## Транспорт
Через посёлок проходит железнодорожная линия Угольная — Мыс Астафьева, на которой расположена станция Артём-Приморский III.